# Evocazione
Un'evocazione consiste generalmente in una pratica o un rituale per richiamare la presenza di uno spirito, un defunto, una divinità, un demone, o altri esseri soprannaturali, spesso mediante una cerimonia magica.

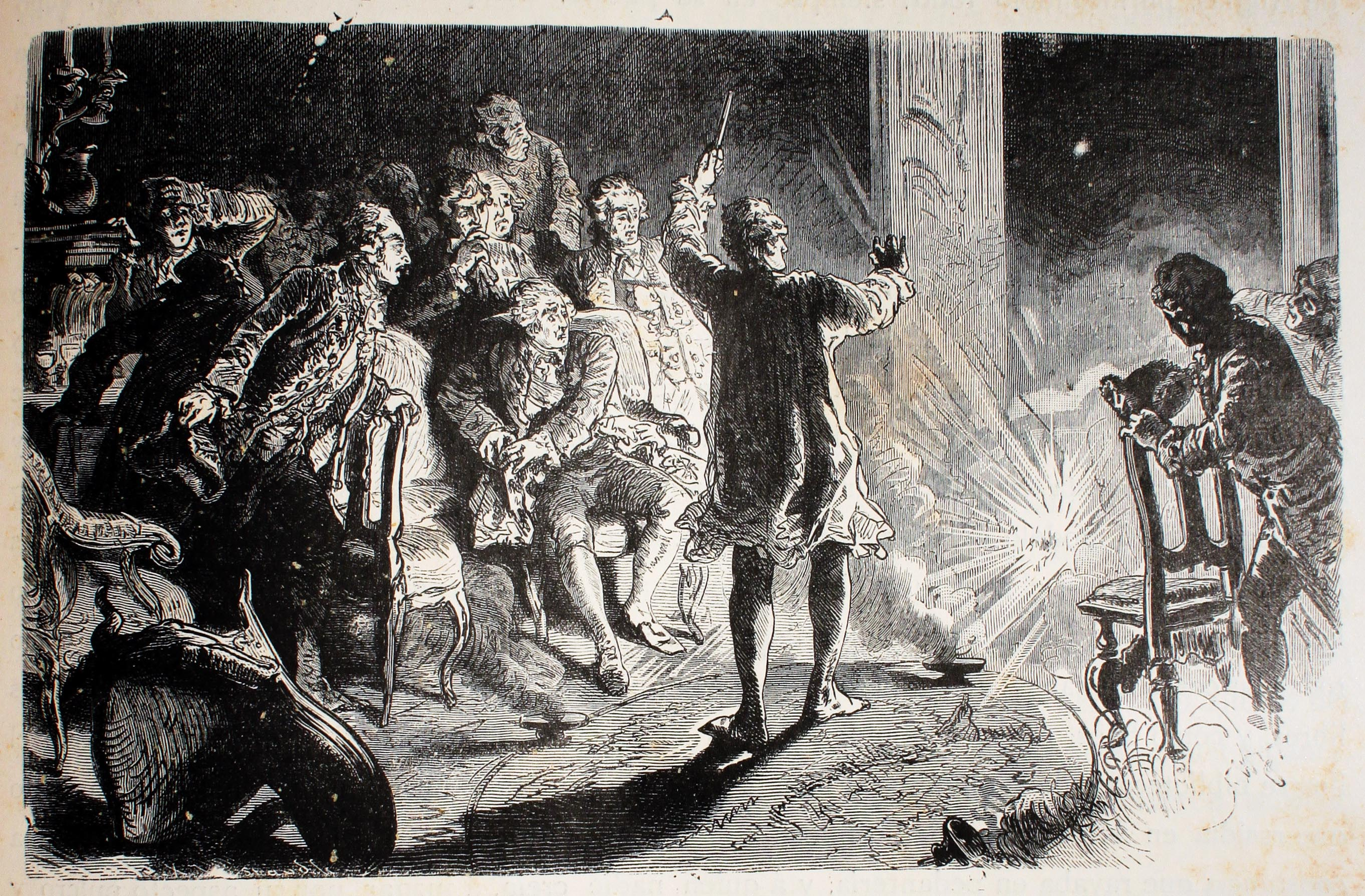
Evocazione dello spirito di Cagliostro, durante un rituale a Dresda di fine Ottocento.

Forme di evocazione, soprattutto a scopo divinatorio, si riscontrano in svariate religioni e tradizioni spirituali, in genere con l'ausilio di formule, scongiuri, preghiere e gesti, prevedendo talora anche il ricorso a sostanze in grado di alterare la coscienza. A tal fine, l'evocazione dei fantasmi o delle anime dei morti è denominata specificamente negromanzia, e viene utilizzata ad esempio durante una seduta spiritica per il tramite di un medium, come avveniva nei movimenti spiritistici di fine Ottocento.
Il termine ricorre anche nell'ambito della psicologia per indicare l'atto mnemonico che riporta al presente un evento passato, cioè appunto l'«evocazione» di un ricordo.

## Significato del termine
Il termine, derivante dal latino ex-vocare, «chiamare fuori» (o «chiamare da»), andrebbe distinto dall'invocazione (da in-vocare, «chiamare dentro») che può essere invece considerata una vera e propria forma di preghiera espressa a un livello puramente interiore.
L'evocazione, al contrario, si prefigge di stabilire un contatto esteriore, su un piano sensibile e manifesto, con gli esseri soprannaturali, per cercare di farli uscire dalla loro dimensione ultraterrena e portarli ad agire sulla realtà fisica terrena e immanente.
Secondo la Commissione dottrinale del Concilio Vaticano II, l'evocazione può essere definita come un procedimento per «provocare con tecniche umane una comunicazione sensibile con gli spiriti o le anime separate [dei defunti] per ottenere notizie e diversi aiuti».

## Esempi storici di evocazione
L'evocatio latina si svolgeva soprattutto in ambito militare, e consisteva nel richiamo o «convocazione» della divinità protettrice di una città nemica, per deviarne il favore ed esortarla a passare dalla parte romana, in genere con la promessa di un culto maggiore o dell'edificazione di un tempio più sontuoso in suo onore. Si poteva ricorrere a tale espediente rituale anche come minaccia in caso di assedio, o in seguito a una resa degli avversari, per attenuare il saccheggio di oggetti o immagini sacre dai santuari da parte dei soldati.

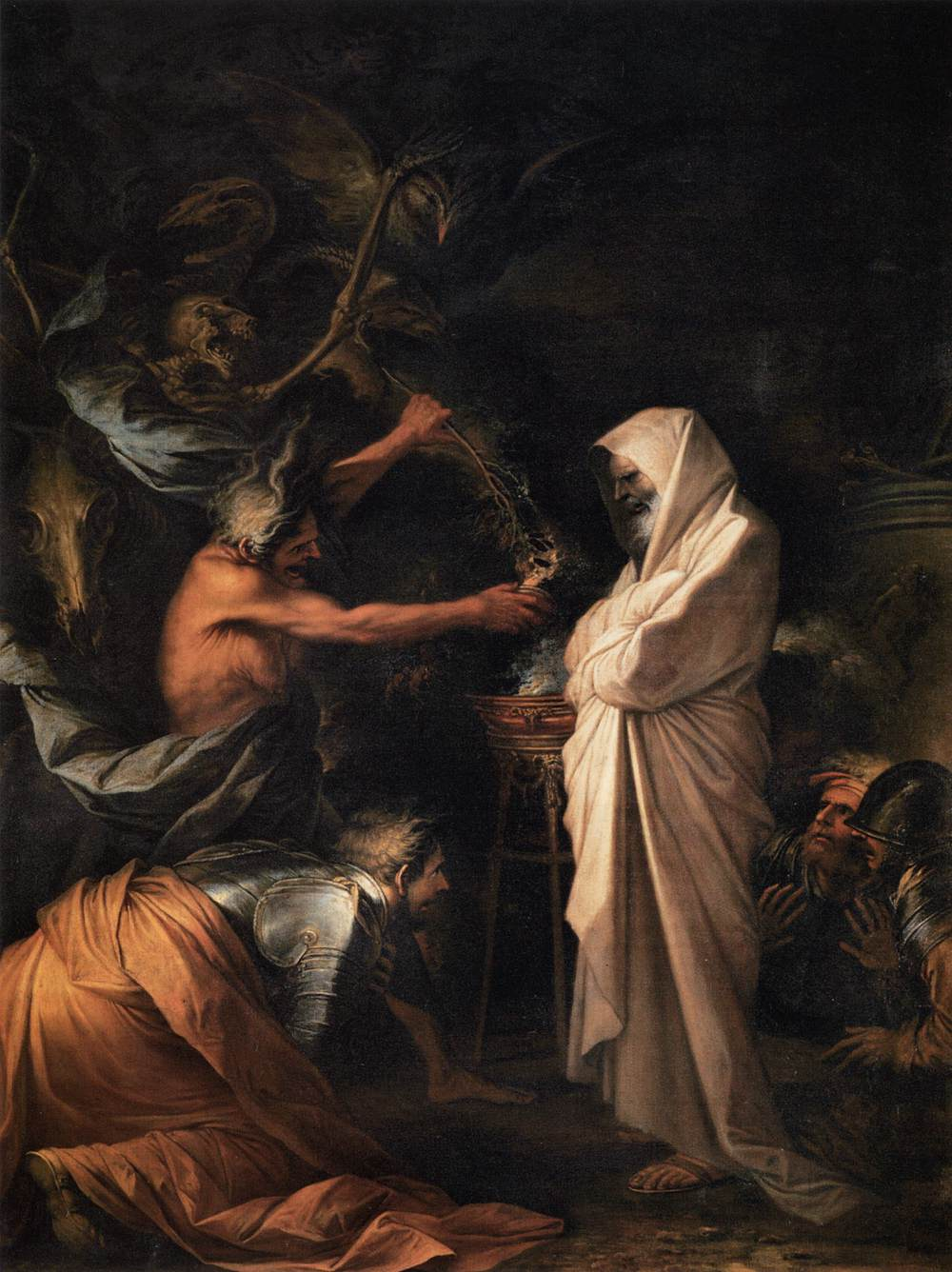
Lo spirito di Samuele, evocato dalla maga di Endor, appare a Saul (dipinto di Salvator Rosa, 1668)

Queste pratiche di evocazione, le cui formule erano conosciute e custodite solo dal collegio dei pontefici, rientravano pertanto fra le testimonianze della dibattuta possibilità di assimiliazione degli Dèi stranieri nel pantheon politeista romano. Un esempio di evocazione a scopi militari fu quella della dea Giunone da parte di Marco Furio Camillo durante l'assedio di Veio.
Altri esempi di evocazione, detta in greco nekyia, riguardano Tiresia e la figlia Manto, le maghe Medea, Canidia, ed Eritone. Al di fuori del mondo greco-romano, la Bibbia riferisce di Saul che si servì della strega di Endor per evocare il defunto Samuele, e chiedergli predizioni sullo sontro imminente con i Filistei.
Particolarmente versati nell'arte dell'evocazione, secondo quanto riporta Luciano, erano poi soprattutto i maghi Caldei.
L'evocazione degli spiriti divenne una pratica relativamente comune nel neoplatonismo, nella teurgia e in altri sistemi esoterici della tarda antichità, in cui si ricorreva ad esempio alla telestiké per indurre epifanie di entità divine o planetarie.
Nell'esoterismo occidentale moderno furono specialmente i grimori a fornire, tra le altre indicazioni in essi contenute, una varietà di metodi di evocazione degli spiriti (ars goetia). Manuali come la Chiave Maggiore di Salomone, La Magia Sacra di Abramelin il Mago e molti altri combinavano un'intensa devozione al divino con la convocazione di gruppi personali di consiglieri spirituali, esseri elementari e famigli.
Sin dalla medicina medievale monastica, inoltre, venivano spesso usate le evocazioni personalizzate dei demoni delle malattie a scopi terapeutici.
In altre culture, l'evocazione di spiriti soprannaturali, oppure di visioni chiaroveggenti, gioca un ruolo preponderante nella maggior parte delle religioni primitive e in quelle animiste, che prevedono intermediari spirituali come gli sciamani, ma anche nelle religioni orientate alla magia come il Bon, talora il Taoismo o il Voodoo.
Nella tradizione dell'Islam ricorre il jinn quale creatura spirituale che può essere convocata oppure invitata ad allontanarsi.